# 的場遺跡
座標: 北緯37度51分42.9秒 東経138度59分41.1秒 / 北緯37.861917度 東経138.994750度

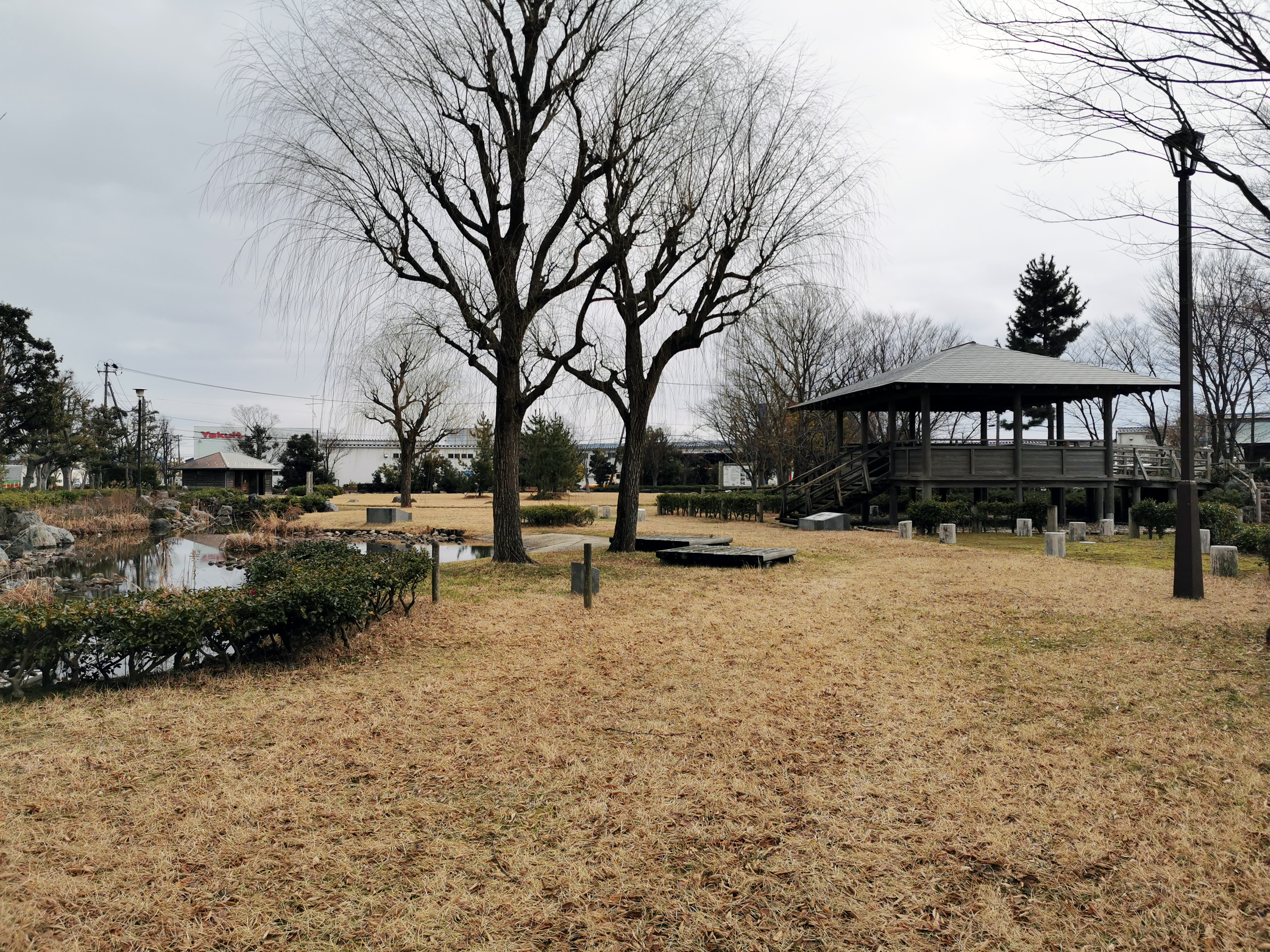

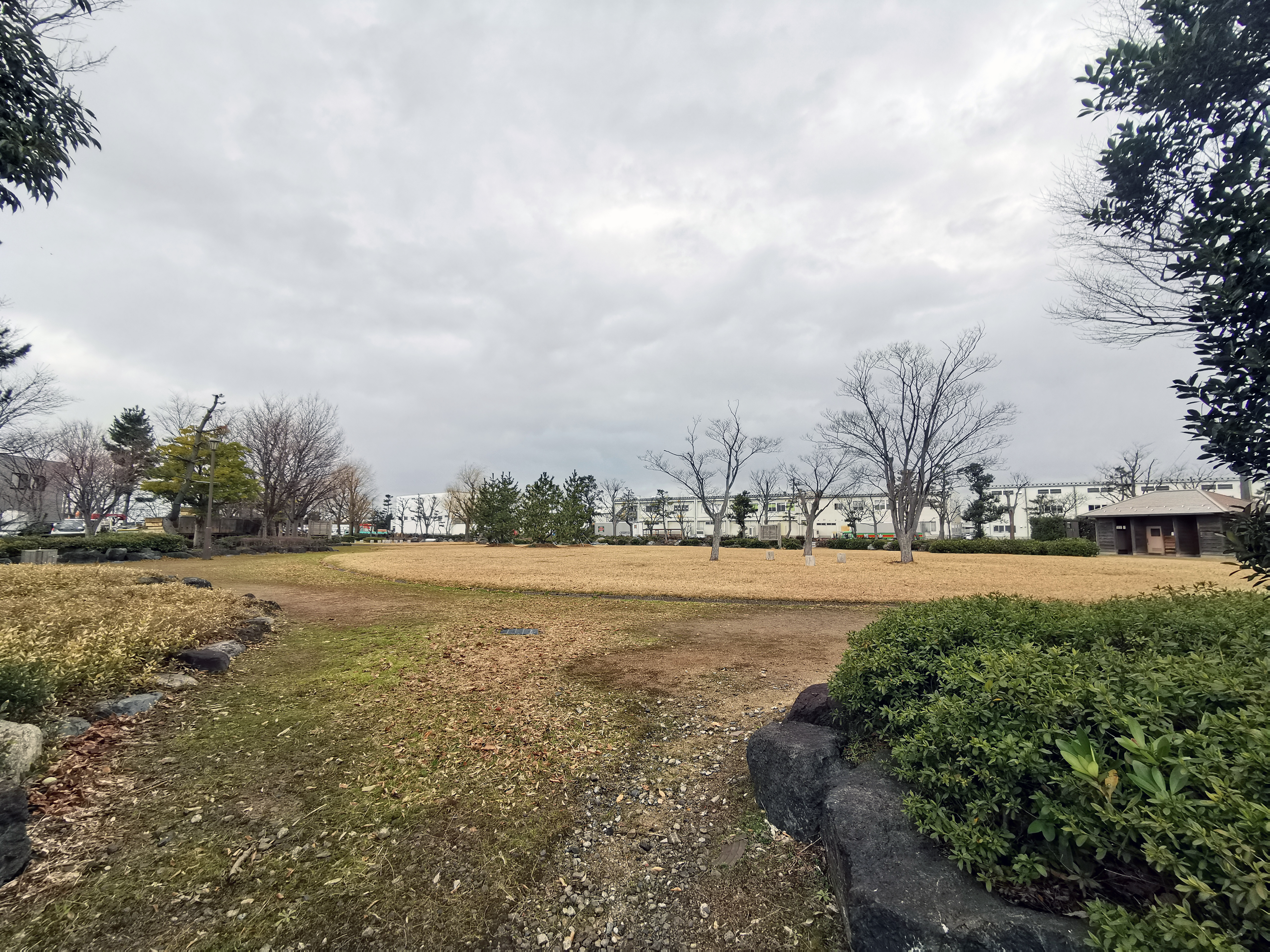
現在は的場史跡公園として整備および開放されている

的場遺跡（まとばいせき）は、新潟県新潟市西区的場流通一丁目にある遺跡。現在は新潟流通センターとなっているが、かつては的場山と呼ばれる砂丘があり、その一帯が遺跡範囲で、縄文時代晩期から中世まで断続に存在していた。新潟県指定史跡に指定され、的場史跡公園として整備されている。

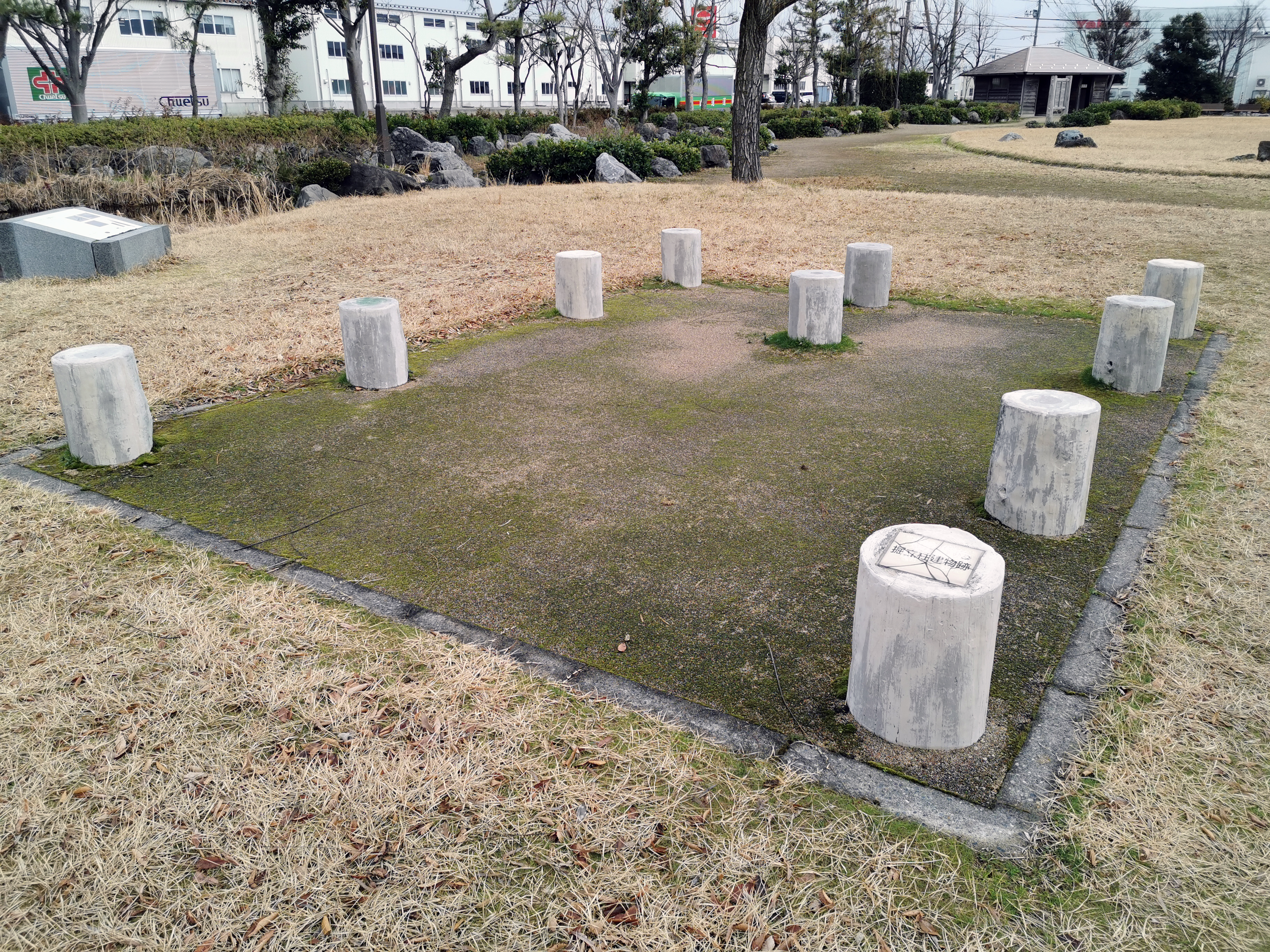
掘立柱建物跡

## 概要
信濃川の西岸に近い新潟平野に立地する。1989年（平成元年）と1990年（平成2年）に新潟流通センター拡張計画に伴い新潟市教育委員会が発掘調査をした。その結果、大型の倉庫を含む14棟の掘立柱建物跡が見つかった。さらに奈良時代・平安時代の遺物も大量に見つかった。特徴的なのは、錘や浮きなどの漁具のほか、木簡や和同開珎など、古代の官衙（役所）に関連する遺物が大量に出土したことである。このことから当遺跡は、古代に役人が主導する大規模な漁業と水揚げが行われ、都に納められる租税などとして漁獲物を管理・仕分けしていた場所だったのではないかと推定されている。また、近くの信濃川や西川が漁場であったと推測されている。

## 出土遺物

### 漁具
- 管状土錘:8600点
- 木製の浮き:100点
  - 大小2種類あり、大型なものは昭和初期にサケ網に、小型なものは潟湖で使用されていた刺し網に似ている[3]。
- 木製の網針、石製の大型錘、舟の櫂、ロープ

### 官衙的遺物
- 役人が身に付けた帯金具
- 大刀の金具
- 木靴
- 和同開珎:20枚
- 人名が書かれた墨書土器
- 木簡:7点
  - 「杉人鮭」や「をの尓へ（魚の贄）」と書かれた荷札があり、このことから捕獲した魚を、荷造りして運んでいたことが推察される。
  - 「狄食」と記されている物があった。「狄」は日本海側の蝦夷を指す。

### 祭祀具的遺物
- 斎串
- 人形
- 舟形
- 馬形

## 文化財指定
- 1992年（平成4年）、新潟市の史跡に指定[3]。
- 1993年（平成5年）11月3日、出土品一括を新潟市の有形文化財に指定[4]。
- 1994年（平成6年）3月29日、新潟県の史跡に指定[1]。
- 1996年（平成8年）3月29日、出土品一括の内、一部（5585点）を新潟県の有形文化財に指定[5]（残りは市指定有形文化財[4]）。